# 大韓民国国家情報院
大韓民国国家情報院（だいかんみんこく こっかじょうほういん、英語: National Intelligence Service）は、大韓民国の大統領直属の情報機関・秘密警察。
1961年6月10日に設立された中央情報部（KCIA）を直接の前身とし、それを拡大改組する形で1981年4月8日に創設された国家安全企画部（こっかあんぜんきかくぶ、英語: Agency for National Security Planning）を経て、1999年1月21日、国家安全企画部を縮小改組する形で創設された。緊急通報用電話番号は111（国家保安ホットライン）。

## 概説
「国家情報院法」第3条にはその職責を
- 国外情報及び国内保安情報（政府転覆・諜報・テロ及び国際犯罪などの組職）の収集・作成及び配布
- 国家機密に属する文書・資材・施設の保全及び地域に対する保安業務（ただし各機関に対する保安監査は除く）
- 刑法中内乱の罪、外為の罪、軍刑法中反乱の罪、暗号不正使用罪、軍事機密保護法に規定された罪、国家保安法に規定された罪に対する捜査
- 国情院職員の職務に係わる犯罪に対する捜査
- 情報及び保安業務の企画・調整

などと規定されている.
国家情報院は危機管理とその監視機能を担当し、南北が対立する状況下での安全保障維持を目的とする。この法には政治関与禁止条項があるが、安全企画部時代には遵守されず、国内政治に深く介入して野党や言論機関に対する工作をして来た。初代院長である李鍾賛はこのような工作の排除、組職の構造改革、経済・産業・通商・技術分野の情報収集強化などを策定した。院長の下に第1次長（海外部門担当）・第2次長（国内部門担当）・第3次長（北朝鮮部門担当）で構成される。
国家情報院法により国家情報院の組織、所在地、職員数などの情報は機密に該当するため公開されない。ただし、本部所在地はニュースを通じておおよその位置に公開されており、他にも韓国の主要都市に支部が設置されている。

## 歴史
- 1961年
  - 5月16日 - 朴正煕による軍事クーデターが発生。
  - 6月10日 - 朴正煕政権はアメリカの中央情報局を手本に韓国中央情報部（KCIA）を創設した[1]。初代部長には金鍾泌が就任。
- 1973年8月8日 - 中央情報部、金大中を東京から拉致（金大中事件）。
- 1979年10月26日 - 中央情報部長の金載圭が酒席で朴正煕大統領を射殺（朴正煕暗殺事件）。
- 1981年4月8日 - 全斗煥政権、中央情報部を拡大、再編して国家安全企画部を創設。
- 1999年1月21日 - 金大中新政権は国家安全企画部を廃止し、大幅に縮小した大統領直属機関として国家情報院を新設[2]。

## 院訓
国家情報院の院訓は前身の韓国中央情報部時代から変更を重ねている。2022年には職員アンケートでの大多数の支持を受け、約24年ぶりに創設時の「我々は陰地で働き、陽地を志向する（우리는 음지에서 일하고 양지를 지향한다）」に変更された。当時国家情報院長を務めていた金奎顕は、これについて「過去に戻るのではなく、初心に戻り国と国民のため黙々と献身する情報機関本来の役割に忠実にならなければならないという意味」と説明している。
- 「我々は陰地で働き、陽地を志向する（우리는 음지에서 일하고 양지를 지향한다）」（1961年 - 1998年、2022年 - ）
- 「情報は国力だ（정보는 국력이다）」（1998年 - 2008年）
- 「自由と真理に向けた無名の献身（자유와 진리를 향한 무명의 헌신）」（2008年 - 2016年）
- 「音のない献身、ただ大韓民国守護と栄光のために（소리 없는 헌신, 오직 대한민국 수호와 영광을 위하여）」（2016年 - 2021年）
- 「国家と国民のための限りない忠誠と献身（국가와 국민을 위한 한없는 충성과 헌신）」（2021年 - 2022年）

## 職級
国家情報院の職員（技能職を除く）は、1級～9級に分かれる。4級以下は、職列（情報、治安、捜査、工業、通信、電算）名を職名の前に冠する。以下の表は、国家情報院職員法施行令に基づく。なお、対応する軍・警察の階級は、他部門からの特別採用時に付与される職級に基づく。
| 級  | 職名       | 朝鮮語     | 対応する軍の階級 | 対応する韓国警察の階級 |
| --- | ---------- | ---------- | ---------------- | ---------------------- |
| 1級 | 管理官     | 관리관     | 中将             | 治安正監               |
| 2級 | 理事官     | 이사관     | 少将             | 治安監                 |
| 3級 | 副理事官   | 부이사관   | 准将             | 警務官                 |
| 4級 | 情報書記官 | 정보서기관 | 大佐             | 総警                   |
| 5級 | 情報事務官 | 정보사무관 | 中佐             | 警正                   |
| 6級 | 情報主事   | 정보주사   | 少佐             | 警衛・警監             |
| 7級 | 情報主事補 | 정보주사보 | 元士・尉官給     | 警査                   |
| 8級 | 情報書記   | 정보서기   | 中士・上士       | 警長                   |
| 9級 | 情報書記補 | 정보서기보 | 下士             | 巡警                   |

## 歴代国家情報院長
前身のKCIA、安企部の部長を含む。なお、現役軍人は部長に就任できない規則があるため、部長就任時は職務代行となる。
| 代               | 氏名         | 任期                            | 備考                                                           |
| 中央情報部長     | 中央情報部長 | 中央情報部長                    | 中央情報部長                                                   |
| ---------------- | ------------ | ------------------------------- | -------------------------------------------------------------- |
| 初               | 金鍾泌       | 1961年5月20日 - 1963年1月6日    |                                                                |
| 2                | 金容珣       | 1963年1月7日 - 1963年2月20日    |                                                                |
| 3                | 金在春       | 1963年2月21日 - 1963年7月11日   |                                                                |
| 4                | 金炯旭       | 1963年7月12日 - 1969年10月20日  |                                                                |
| 5                | 金桂元       | 1969年10月21日 - 1970年12月20日 |                                                                |
| 6                | 李厚洛       | 1970年12月21日 - 1973年12月3日  |                                                                |
| 7                | 申稙秀       | 1973年12月4日 - 1976年12月5日   |                                                                |
| 8                | 金載圭       | 1976年12月6日 - 1979年10月26日  |                                                                |
| -                | 尹鎰均       | 1979年10月27日 - 1979年10月30日 | 職務代行                                                       |
| 9                | 李熺性       | 1979年10月30日 - 1979年12月12日 | 職務代行、陸軍中将                                             |
| -                | 尹鎰均       | 1979年12月13日 - 1980年4月13日  | 職務代行                                                       |
| 10               | 全斗煥       | 1980年4月14日 - 1980年7月17日   | 職務代行、陸軍中将→大将、国軍保安司令官兼任 ハナフェのリーダー |
| 11               | 兪学聖       | 1980年7月18日 - 1981年4月7日    | ハナフェの後援者                                               |
| 国家安全企画部長 |              |                                 |                                                                |
| 11               | 兪学聖       | 1981年4月8日 - 1982年6月1日     |                                                                |
| 12               | 盧信永       | 1982年6月2日 - 1985年2月18日    |                                                                |
| 13               | 張世東       | 1985年2月19日 - 1987年5月25日   | ハナフェ                                                       |
| 14               | 安武赫       | 1987年5月26日 - 1988年5月6日    |                                                                |
| 15               | 裴命仁       | 1988年5月7日 - 1988年12月4日    |                                                                |
| 16               | 朴世直       | 1988年12月5日 - 1989年7月18日   | ハナフェ                                                       |
| 17               | 徐東権       | 1989年7月19日 - 1992年3月30日   |                                                                |
| 18               | 李相淵       | 1992年3月31日 - 1992年10月8日   |                                                                |
| 19               | 李賢雨       | 1992年10月9日 - 1993年2月2日    |                                                                |
| 20               | 金悳         | 1993年2月26日 - 1994年12月23日  |                                                                |
| 21               | 権寧海       | 1994年12月24日 - 1998年3月4日   |                                                                |
| 22               | 李鍾賛       | 1998年3月5日 - 1999年1月21日    |                                                                |
| 国家情報院長     |              |                                 |                                                                |
| 22               | 李鍾賛       | 1999年1月22日 - 1999年5月25日   |                                                                |
| 23               | 千容宅       | 1999年5月26日 - 1999年12月23日  |                                                                |
| 24               | 林東源       | 1999年12月24日 - 2001年3月26日  |                                                                |
| 25               | 辛建         | 2001年3月27日 - 2003年4月24日   |                                                                |
| 26               | 高泳耉       | 2003年4月25日 - 2005年7月10日   |                                                                |
| 27               | 金昇圭       | 2005年7月11日 - 2006年11月22日  |                                                                |
| 28               | 金万福       | 2006年11月23日 - 2008年2月11日  |                                                                |
| 29               | 金成浩       | 2008年3月26日 - 2009年2月12日   |                                                                |
| 30               | 元世勲       | 2009年2月12日 - 2013年3月21日   |                                                                |
| 31               | 南在俊       | 2013年3月22日 - 2014年5月21日   |                                                                |
| -                | 韓基範       | 2014年5月22日 - 2014年7月15日   | 職務代行                                                       |
| 32               | 李丙琪       | 2014年7月16日 - 2015年3月1日    |                                                                |
| -                | 韓基範       | 2015年3月1日 - 2015年3月18日    | 職務代行                                                       |
| 33               | 李炳浩       | 2015年3月18日 - 2017年5月31日   |                                                                |
| 34               | 徐薫         | 2017年6月1日 - 2020年7月2日     |                                                                |
| -                | 崔容煥       | 2020年7月3日 - 2020年7月28日    | 職務代行                                                       |
| 35               | 朴智元       | 2020年7月29日 - 2022年5月11日   |                                                                |
| -                | 権春沢       | 2022年5月11日 - 2022年5月26日   | 職務代行                                                       |
| 36               | 金奎顕       | 2022年5月26日 - 2023年11月26日  |                                                                |
| -                | 洪壮源       | 2023年11月26日 - 2024年1月16日  | 職務代行                                                       |
| 37               | 趙太庸       | 2024年1月17日 - 2025年6月4日    |                                                                |
| 38               | 李鍾奭       | 2025年6月25日 - 現職            |                                                                |

## 最近の動き
- 2005年5月26日、国情院の過去史真実委員会は第4代中央情報部長金炯旭の失踪について、1979年10月に当時の部長金載圭の指示によりフランスのパリで殺害されたとする中間調査結果を発表した。
- 2012年の大統領選挙において、インターネット上で野党陣営の文在寅候補を誹謗中傷する書き込みを指示し、与党陣営の朴槿恵候補が有利となるような世論操作等の選挙介入を行った疑いで元世勳前国家情報院長が在宅起訴された[8]。国家情報院法違反罪と公職選挙法違反罪で懲役4年の実刑判決が確定している[9]。
- 2017年5月、北朝鮮の秘密警察である国家保衛省は韓国の国家情報院がアメリカ中央情報局（CIA）と連携して、同国の最高指導者である金正恩朝鮮労働党委員長の暗殺を試みたと発表し[10][11][12]、暗殺に関与した国家情報院院長の李炳浩（当時）とCIA関係者の引き渡し[13]と正式な謝罪[14]を要求した。
- 文在寅政権が誕生後、詳しい日時は不明なものの、国家情報院において徐薫国情院長から「北朝鮮に対する一切の工作活動を禁止する」と命令されたという[15]。
- 2020年11月30日、国内の北朝鮮スパイに対する対共捜査権を、警察に移管する国家情報院法改正案が、国会情報委員会全体会議で可決された。これにより、国家情報院は国外の情報収集活動に限られることになる[16]。
- 2021年8月、MBCの調査報道番組「PD手帳」が、日本の「国家基本問題研究所」との癒着を報じた。情報提供者によれば、韓国の“愛国者”と日本の歴史修正主義者、それぞれの動きについて情報交換をしており、行動予定は互いの公安当局に筒抜けだったという[17][18]。
- 2022年12月29日、2020年に黄海を漂流中の男性が北朝鮮軍に射殺された事件について、文在寅政権（当時）の意向にそぐわない情報の削除を指示したとして、朴智元前国家情報院院長と徐旭前国防部長官が在宅起訴された。文政権は、男性が自ら北朝鮮への亡命を試みたとの結論で幕引きを図ろうとしたとみられており、この結論にそぐわない多数の情報や報告書の削除を部下に命じたとされる[19][20]。

## 北風工作・銃風工作
保守派と共謀して行っていた政治工作の1つとして「北風工作」「銃風工作」と呼ばれる謀略を実行していたことが知られる。
北朝鮮と安企部との間にホットラインが開設されており、これを通じて1997年の大統領選挙戦終盤の12月15日から17日にかけて、38度線の休戦ラインに2,3個の小隊を投入して、韓国側に武力挑発をするように北朝鮮に要請していた。
12月15日、新政治国民会議の趙世衡非常企画団長は、「金大中候補を落選させるために北風工作や38度線休戦ラインで武力挑発を意図している北朝鮮に対する特別警告声明」を発表。この声明で「国民会議は北朝鮮が投票日直前に、去る４・１１総選挙の時と同じように休戦ラインで武力挑発を敢行、韓国内に恐怖心を煽り、結果的に与党に有利に働く北風工作を絶対に容認しない」と警告。安企部に対しては「国民会議が入手した情報どおりに、もし休戦ラインで北による軍事的挑発行動が実際に発生した場合、安企部との全面戦も辞さない」と通告した。
大統領選終了後、李鍾賛に部長が交代し、安企部が選挙戦中に行っていた「北風工作（銃風工作）」の詳細が明らかになった。安企部の発表によれば、1997年12月、青瓦台の呉静恩行政官、眞露グループの韓成基顧問、実業家の張錫重の3人が共謀し、韓と張が北京で北朝鮮側と接触。「投票日の2,3日前に板門店警備区域内で銃撃戦を行ってくれ」と要請した。敵対関係にある北朝鮮と内通して戦争状態を演出することにより、韓国民に恐怖心を与えて大統領選を与党に有利に運ばせようとしたとされる。北朝鮮が韓国の選挙で、特定の候補に有利になるような工作を続けていたことも判明した。
韓国では、選挙時期に北朝鮮関連の事件「北風」が起こるとされる。例えば、1987年の大統領選挙期間中に大韓航空機爆破事件が発生し、1996年4月11日の総選挙直前には、朝鮮人民軍による「板門店での武力示威事件」などが発生した。
鄭在文議員が北京で北朝鮮側と接触した相手は「96年4月11日総選挙直前の武力挑発と同じことをやってやろうか？」と逆提案したともされる。

## 虚偽報道被害
2017年5月の大統領選挙前に、朴槿恵大統領の弾劾結論発表の数日前に憲法裁判所に弾劾関連の動向を査察した疑惑があるとSBSにスクープとして報道され、国家情報院と憲法裁判所は不可能と否定したが、当時大統領候補だった文在寅は国家情報院への批判を行い、文在寅陣営と共に民主党は国会情報委員会の招集を要求し、文在寅の支持者も国家情報院を波状的に批判していた。
しかし、10月30日に文在寅政権による国情院改革発展委員会が、この報道の調査結果で「査察を行ったといえるほどの資料・文献は発見されず、（国情院の）憲裁担当官が憲裁関連の報告書を作った事実はなく、実際に憲裁へ出入りした事実はない」「査察疑惑が事実と認められるほどの事由は発見されなかった」と表明した。
朝鮮日報は、文大統領とその当選で大統領府に勤めている文在寅陣営関係者の誰も説明責任を果たさずに国情院への「清算」作業は拡大していることや、疑惑を最初に報じたSBSの記者を大統領府行政官としたことを批判した。